# Uralske, Ielaneț
Uralske (în ucraineană Уральське) este un sat în comuna Kalînivka din raionul Ielaneț, regiunea Mîkolaiiv, Ucraina.

## Demografie
Componența lingvistică a localității Uralske
     Ucraineană (90,67%)
     Rusă (6,67%)
     Română (2%)
     Alte limbi (0,33%)
Conform recensământului din 2001, majoritatea populației localității Uralske era vorbitoare de ucraineană (90,67%), existând în minoritate și vorbitori de rusă (6,67%) și română (2%).